# Uncaria longiflora
Uncaria longiflora là một loài thực vật có hoa trong họ Thiến thảo. Loài này được (Poir.) Merr. miêu tả khoa học đầu tiên năm 1917.